# Antonio Aloysio
Antonio Aloysio (1816 - Venècia, 1874) fou un músic italià.
Fou inventor d'una notació musical, sense pentagrames ni claus, que va exposar en un fulletó titulat Nuovo sistema di notazione musicale che tende a facilitare la lettura: la esecuzione e la stampa della musica a tipi mobili. També inventà, uns instruments musicals que batejà amb el nom de matalicordios, que són instruments de cordes animals i metàl·liques combinades.